# 忍海広次
忍海 広次（おしのうみ の ひろつぐ、生没年不詳）は奈良時代前期の官人、経師。官位の変遷は以下に示す。

## 人物
写経所に出仕していた官人、経師。天平11年（739年）に初めて名前が見え、天平19年（747年）に書生、天平20年（745年）には式部 書生 従八位上とある。天平勝宝5年（753年）に散位寮 散位 従八位上、天平宝字2年（758年）文部省 書生 従七位下に昇進する。天平宝字7年（763年）までは経師、写し手として名前が見える。

## 参考
- 『大日本古文書』